# NGC 4937
NGC 4937 је група звезда у сазвежђу Кентаур која се налази на NGC листи објеката дубоког неба.
Деклинација објекта је - 47° 13' 8" а ректасцензија 13h 4m 51,9s. Привидна величина (магнитуда) објекта NGC 4937 износи 10,7. NGC 4937 је још познат и под ознакама ESO 269-?40.